# Knife Fight Club
Knife Fight Club ist eine Kochshow des Fernsehsenders VOX. Die Sendung wurde erstmals am 22. März 2018 ausgestrahlt. Die Sendung wird von Endemol Shine Germany produziert und ist eine Adaption der US-Sendung Knife Fight des Senders Esquire Network. Von dieser wurden 74 Episoden in 4 Staffeln produziert. Ihr Titel sollte ursprünglich Food Fight Club lauten. Die Sendung war in Deutschland bisher bei RTL Living und RTL Nitro zu sehen.

## Knife Fight Club

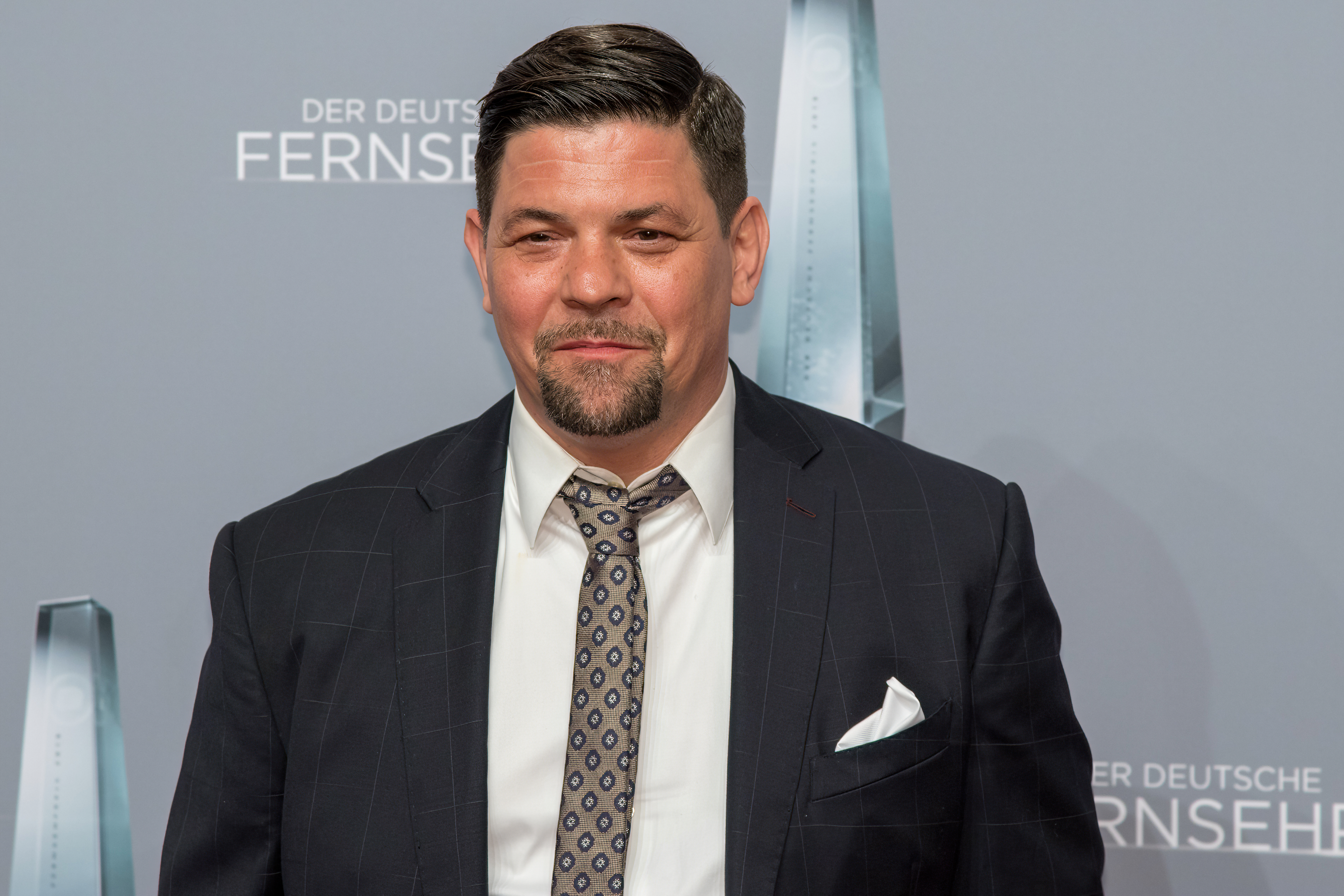
Tim Mälzer

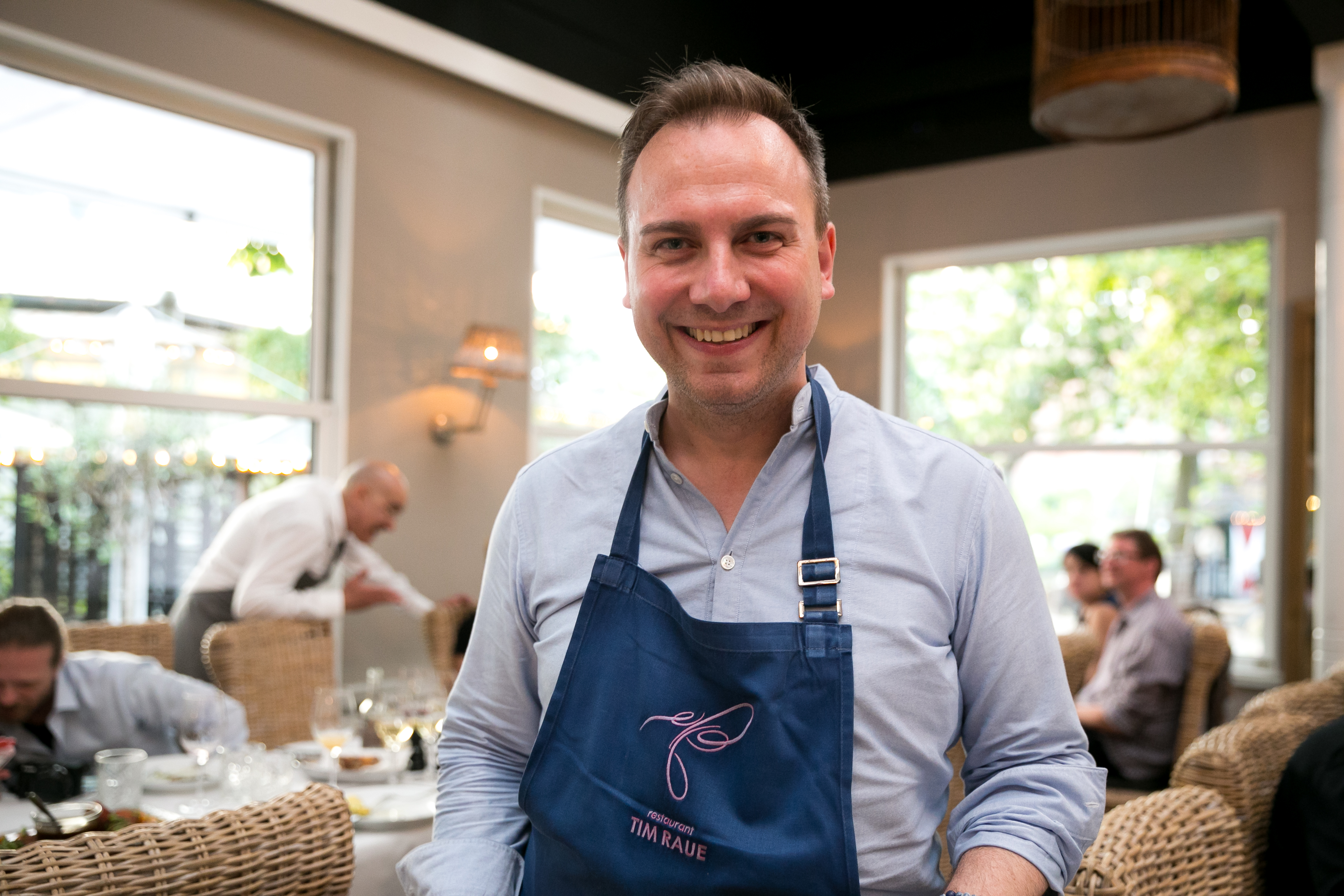
Tim Raue

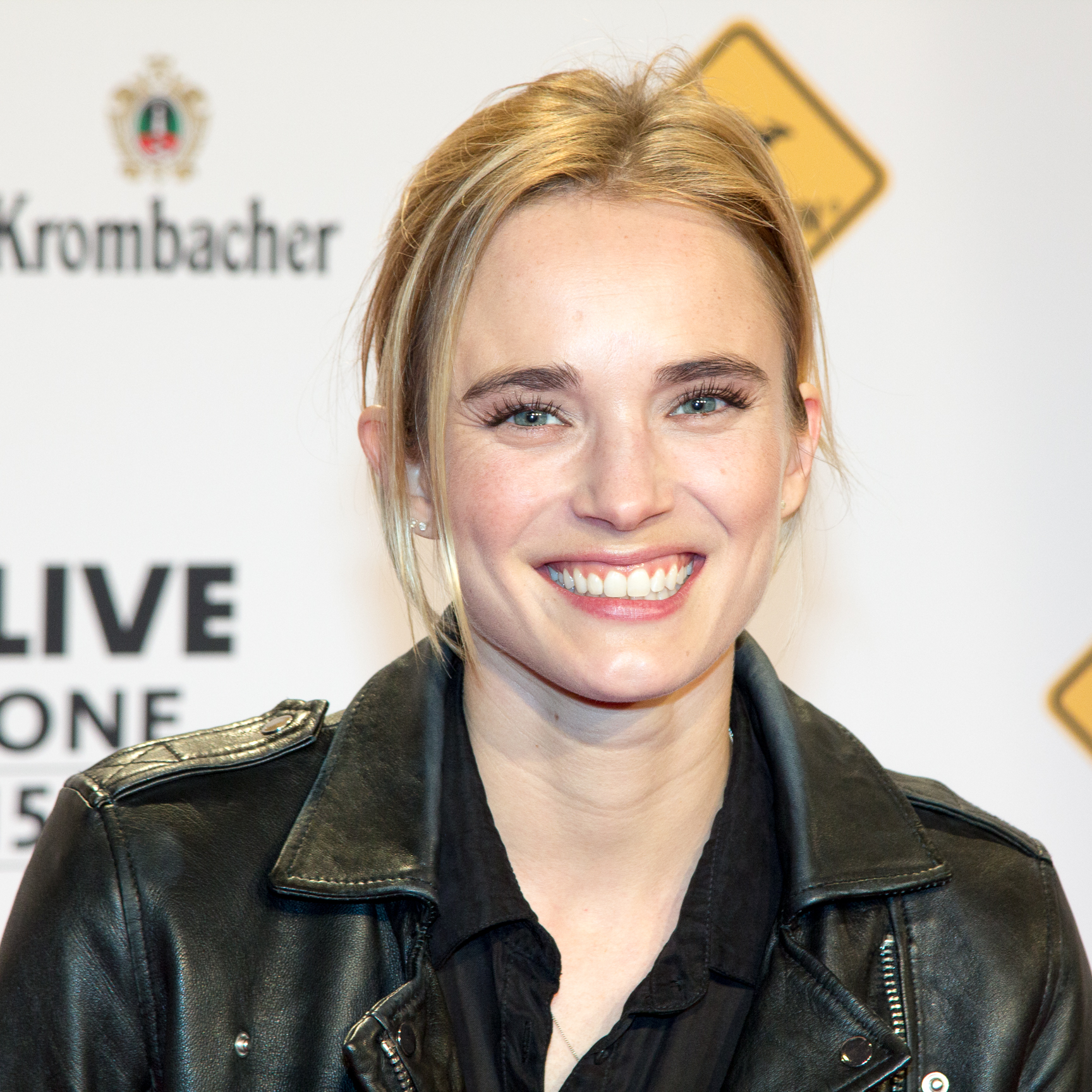
Annie Hoffmann

Die Sendung wurde in Tim Mälzers Restaurant Bullerei in Hamburg aufgenommen, in deren Kulissen schon die Kommentare und Auswertungen zu den einzelnen Folgen Kitchen Impossible aufgezeichnet wurden. Während Annie Hoffmann moderiert, übernimmt Mälzer zusammen mit Tim Raue die Rolle der Jury und kommentiert weitgehend das Geschehen. Sie bewerten die Gerichte von zwei Köchen. Diese bekommen drei Zutaten gestellt, welche sie in einem Gericht verarbeiten müssen und in welchem diese explizit zu erkennen, d. h. herauszuschmecken sein müssen.

## Duelle

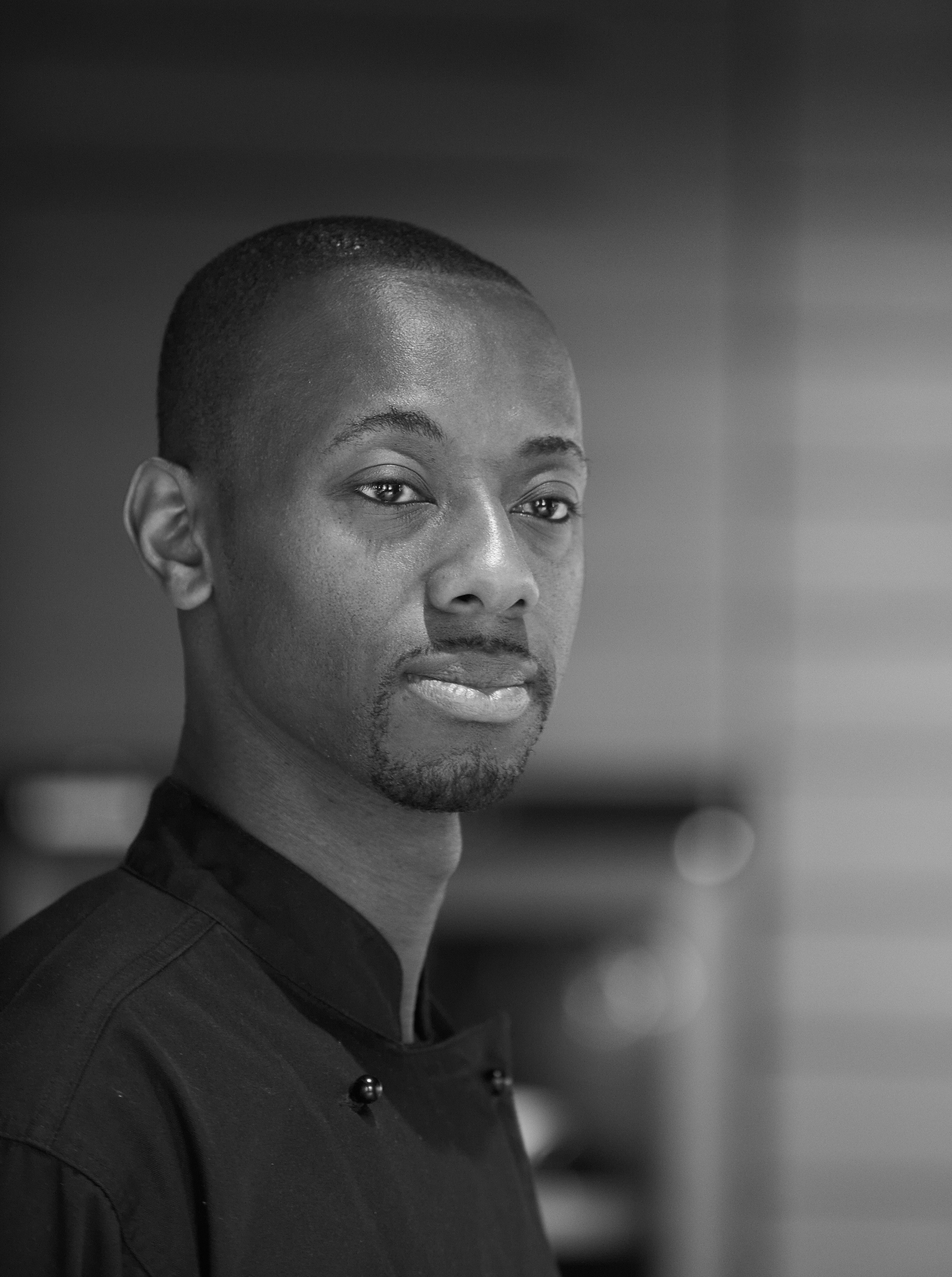
Anthony Sarpong

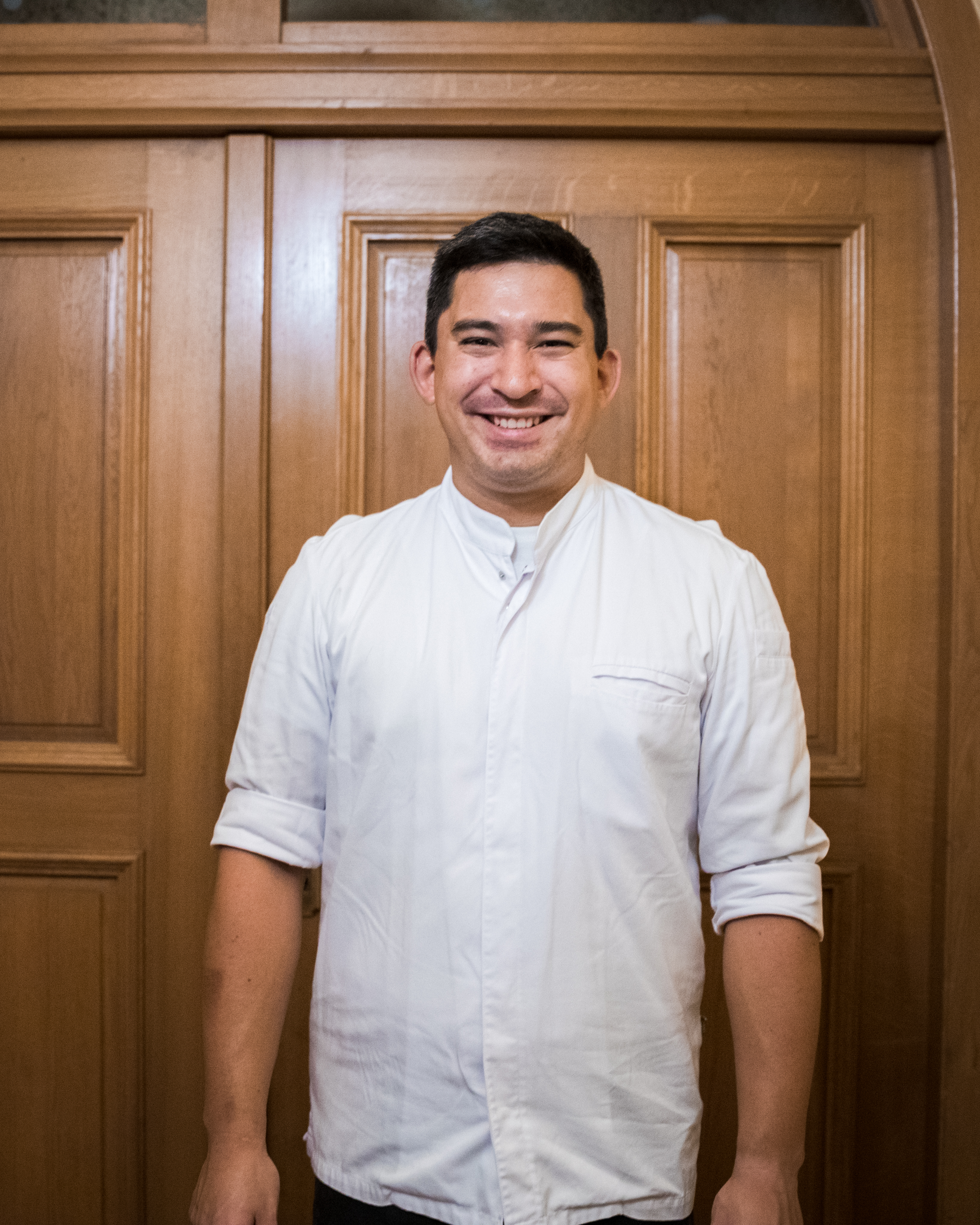
Tohru Nakamura

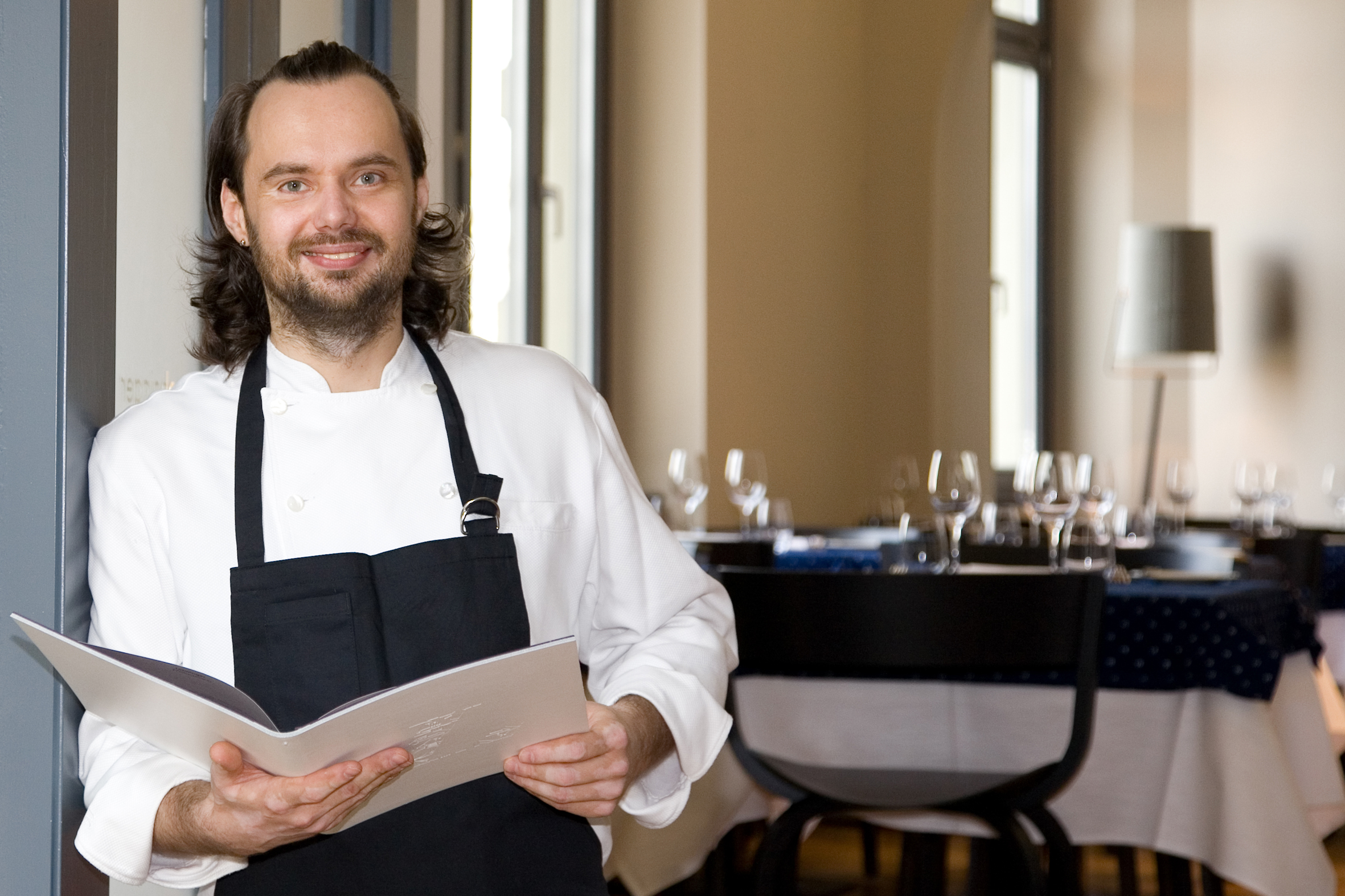
Mario Lohninger

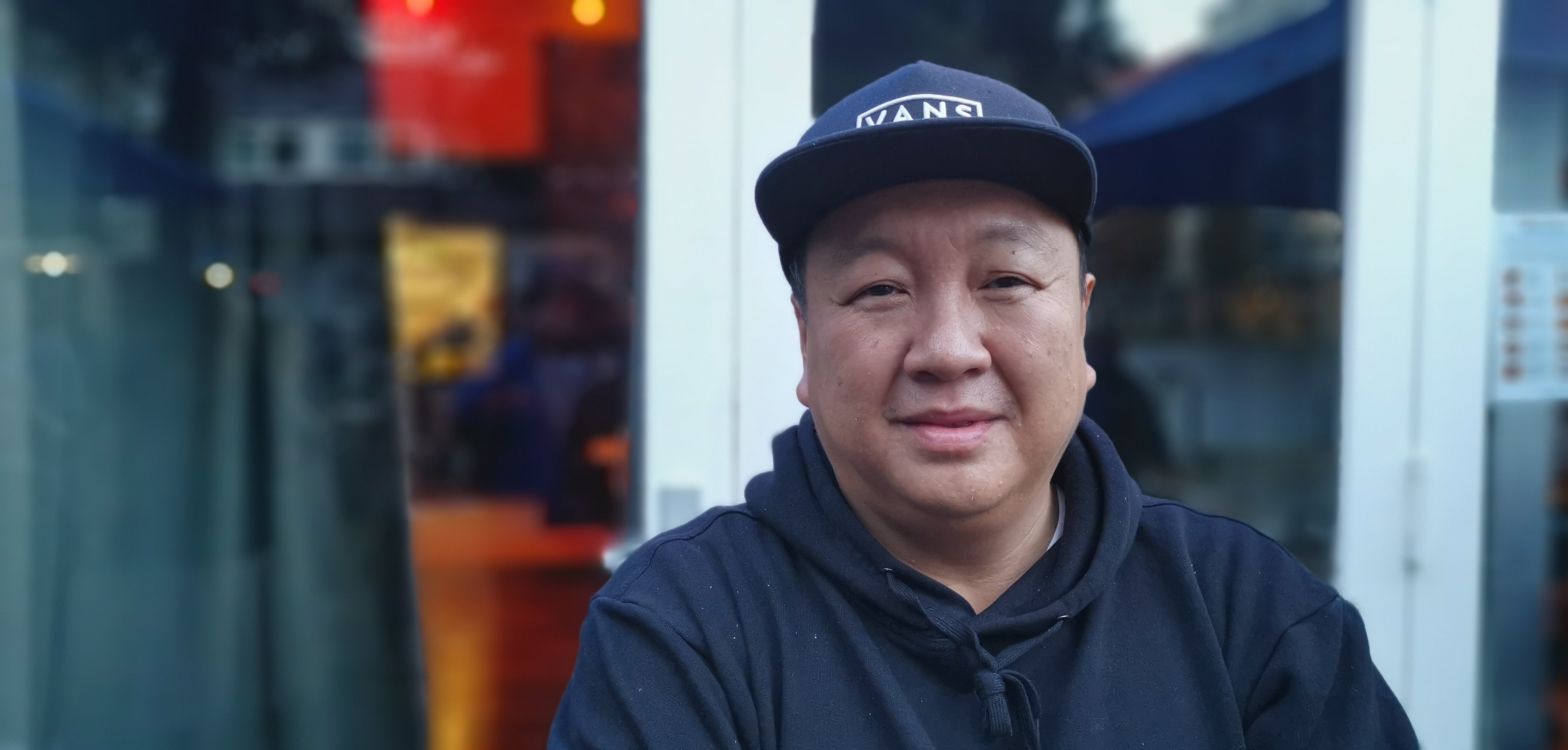
The Duc Ngo

Die Sieger der einzelnen Sendungen werden im folgenden Abschnitt namentlich fett dargestellt.
| # | Erstausstrahlung | Koch 1           | Koch 2          | Zutaten                                  |
| - | ---------------- | ---------------- | --------------- | ---------------------------------------- |
| 1 | 22. März 2018    | Anthony Sarpong  | Richard Rauch   | Truthahn, Kaffee, Geoduck                |
| 2 | 29. März 2018    | Sascha Stemberg  | Lukas Mraz      | Taube, Okra, Rinderherz                  |
| 3 | 5. April 2018    | Tohru Nakamura   | Mario Lohninger | Rosenkohl, Kaktusfeige, Wels             |
| 4 | 19. April 2018   | Maria Groß       | Max Stiegl      | Hühnerhaut, Äpfel, Oktopus               |
| 5 | 26. April 2018   | Hans Neuner      | Anton Schmaus   | Ziegenmilch, Pom-Pom blanc, Königskrabbe |
| 6 | 3. Mai 2018      | Nenad Mlinarevic | The Duc Ngo     | Eierlikör, Aubergine, Schweinekopf       |

## Einschaltquoten
| Folge | Datum der Erstausstrahlung | Zuschauer Gesamt | Zuschauer 14 bis 49 Jahre | Quote Gesamt | Quote 14 bis 49 Jahre | Quellen |
| ----- | -------------------------- | ---------------- | ------------------------- | ------------ | --------------------- | ------- |
| 1     | 22. März 2018              | 0,66 Mio.        | -                         | 3,4 %        | 5,7 %                 | [ 5 ]   |
| 2     | 29. März 2018              | 0,77 Mio.        | 0,58 Mio.                 | 3,1 %        | 7,2 %                 | [ 6 ]   |
| 3     | 5. April 2018              | 0,60 Mio.        | -                         | -            | 4,7 %                 | [ 7 ]   |
| 4     | 19. April 2018             | 0,40 Mio.        | -                         | -            | 4,0 %                 | [ 8 ]   |
| 5     | 26. April 2018             | 0,53 Mio.        | -                         | -            | 5,8 %                 | [ 9 ]   |
| 6     | 3. Mai 2018                | -                | -                         | -            | 5,3 %                 | [ 10 ]  |

## Trivia
Das Format Ready to beef! erinnert in seiner Machart stark an diese Sendung bzw. adaptiert diese nahezu gänzlich, mit den einzigen Unterschieden, dass Tim Mälzer die Moderation übernimmt, wohingegen Tim Raue allein die Rolle der Jury zukommt, und dass sie anstatt wie hier in Mälzers Restaurant Bullerei, in einem Kölner Fernsehstudio aufgenommen wurde.

## Knife Fight
Die Originalsendung, auf welcher der deutsche Knife Fight Club basiert, ist die US-amerikanische Produktion Knife Fight des Senders Esquire Network. Deren Ausstrahlung erfolgte vom 24. September 2013 bis zum 29. Dezember 2015. Ausführende Produzentin der Sendung war Drew Barrymore, welche mit ihrer Produktionsfirma hinter der Sendung stand. Moderator war der US-amerikanische Spitzenkoch Ilan Hall. Der Titel der Sendung, der ursprünglich Food Fight Club lauten sollte, lehnt sich an den des Films Fight Club von David Fincher an. Insgesamt wurden 74 Folgen in 4 Staffeln produziert. In Deutschland erfolgte eine Ausstrahlung bei RTL Living und RTL Nitro.